# Mignéville
Mignéville – miejscowość i gmina we Francji, w regionie Grand Est, w departamencie Meurthe i Mozela.
Według danych na rok 1990 gminę zamieszkiwało 157 osób, a gęstość zaludnienia wynosiła 24 osób/km² (wśród 2335 gmin Lotaryngii Mignéville plasuje się na 888. miejscu pod względem liczby ludności, natomiast pod względem powierzchni na miejscu 873.).

## Populacja

Populacja Mignéville w latach 1962–2008